# Montclair (Kalifornia)
Montclair város az USA Kalifornia államában, San Bernardino megyében. Lakosainak száma 37 865 fő (2020. április 1.).

## Népesség
A település népességének változása:

| 2010 | 36 664 |
| 2020 | 37 865 |